# Zamczysko (Pieniny)

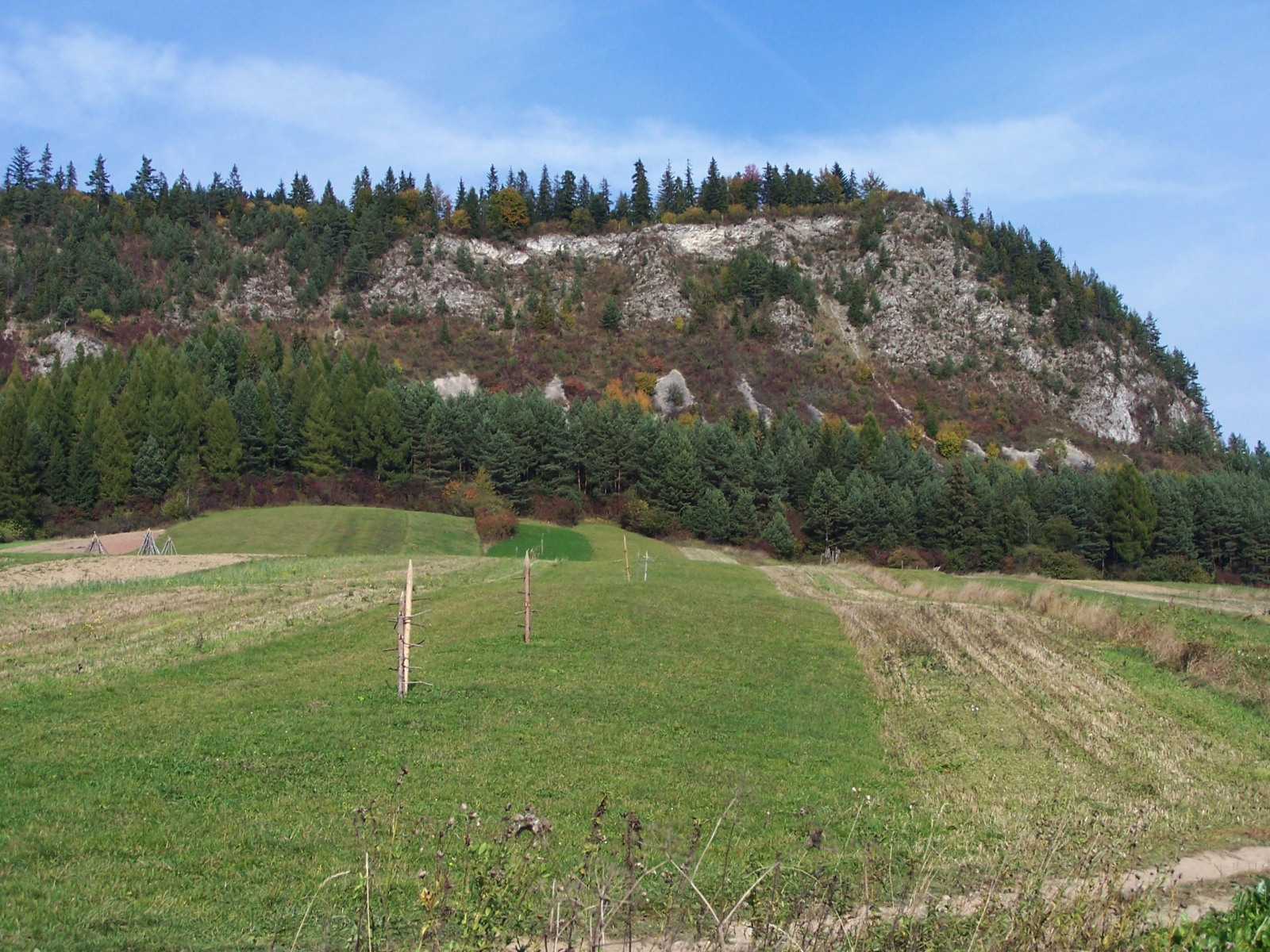
Widok na Zamczysko z szosy do Sromowiec Niżnych

Zamczysko (687 m) – wydłużony szczyt skał w masywie Flaków w Pieninach Czorsztyńskich. Jest najdalej na wschód wysuniętym wierzchołkiem pasa skał o nazwie Cisowce; pozostałe to Duży Cisowiec i Mały Cisowiec. Wszystkie znajdują się na obszarze Pienińskiego Parku Narodowego, ale na jego obrzeżach, na granicy z polami uprawnymi Sromowiec Wyżnych i jest dobrze widoczny z szosy.
Zamczysko tworzy wydłużony i położony mniej więcej równoleżnikowo i podsypany piargami pas skał o stromych od wschodniej i południowej strony ścianach wysokości mniej więcej 35–40 m. Są one zbudowane ze zwietrzałych wapieni, w większości są nagie, częściowo porośnięte sucholubną murawą wapieniolubnych roślin i młodymi drzewami, wśród których rośnie kilka okazów chronionego cisa pospolitego, od którego pochodzi nazwa tych skał. Stwierdzono też tutaj występowanie rzadkiej w Polsce irgi czarnej oraz ostu pagórkowego – bardzo rzadkiej rośliny, w Polsce występującej tylko w Pieninach i to na kilku tylko stanowiskach. W 2016 r. znaleziono tu gatunki rzadkich mchów podlegających ochronie: jodłówka pospolita (Abietinella abietina), zwiślik wiciowy (Anomodon viticulosus), widłoząb kędzierzawy (Dicranum polysetum), strzechwa bezząb (Grimmia anodon), fałdziec pomarszczony (Rhytidium rugosum), Thuidium assimile.
Na szczycie Zamczyska odkryto ceglany gruz i resztki ceramiki – pozostałość po niewielkim zamku obronnym „Cisowiec”, o którym wspominał Józef Łepkowski w 1822. Był to prawdopodobnie zamek Fedora Rusina z 1433, który został stąd potem wypędzony przez wojska królewskie. Pozostałości zamku były w latach 1954–1968 badane przez Karpacką Ekspedycję Archeologiczną, która stwierdziła, że istniał tutaj średniowieczny niewielki drewniany zameczek z wałami obronnymi o konstrukcji przekładkowej. Po jego zniszczeniu teren przekopywany był przez poszukiwaczy skarbów, m.in. niejakiego Słowika z pobliskiej Starej Wsi na Słowacji.